# Mylabris dumolini
Mylabris dumolini là một loài bọ cánh cứng trong họ Meloidae. Loài này được Laporte de Castelnau miêu tả khoa học năm 1840.